# I Want You to Know
«I Want You to Know» —en español: «Quiero que sepas»— es una canción del productor musical y disc jockey ruso-alemán Zedd, que cuenta con la colaboración vocal de la cantante y actriz norteamericana Selena Gomez. Fue publicado como primer sencillo el 23 de febrero de 2015 para el segundo álbum de estudio de Zedd, True Colors.

## Antecedentes
En diciembre de 2014, Selena Gomez publicó una foto con el productor y disc jockey Zedd. Luego de esto, el DJ mencionó a Gomez en su cuenta de Twitter y publicó que fue «genial conocerla» y la felicitó por su «nueva canción». Luego de esto, los medios empezaron a especular que trabajarían juntos para el álbum de ésta. Los rumores de que Zedd colaboraría con Gomez se intensificaron cuando ésta publicó una foto en la que lo mencionaba, a pesar de que la eliminó poco tiempo después. El mismo día, el productor publicó una foto de la cantante. En febrero de 2015, la cantante publicó otra foto en la que escribió la fecha del 22 de febrero de 2015 y las iniciales «IWYTK», que presuntamente correspondían a su próxima colaboración con Zedd, «I Want You to Know». Ryan Tedder, vocalista de One Republic y uno de los compositores del tema también se refirió al lanzamiento de este, y dijo que podría escucharse a finales del segundo mes del año. Finalmente, Gomez reveló la portada del sencillo y anunció que este se lanzaría el 23 de febrero de 2015.

## Recepción

### Comercial
Una hora después del lanzamiento del sencillo, Zedd anunció que ya era número uno en la lista dance de iTunes, y agradeció a quienes la compraron. Durante su primer día de lanzamiento, el tema vendió 12 000 copias en los Estados Unidos, lo que le permitió debutar en el número nueve de la lista Hot Dance/Electronic Songs y en el sexto lugar del conteo Dance/Electronic Digital Songs, que registra las canciones de género dance y electrónica más descargadas de la semana. La llegada al top 10 en la primera de estas listas logró empatar a Zedd con Calvin Harris por tener más canciones entre los diez primeros del conteo, con seis en total. A la semana siguiente de haber sido publicado, el tema saltó hasta la primera posición de Hot Dance/Electronic Songs y debutó en los números diecisiete y siete de las respectivas listas Billboard Hot 100 y Digital Songs, gracias a 100 mil descargas realizadas. Simultáneamente, consiguió debutar en el primer puesto de la lista Billboard + Twitter Top Twitter Tracks, gracias a su fuerte impacto en Twitter. En Australia debutó en la posición número cuarenta y nueve.
El tema fue galardonado en los Latin AMA'S 2015 como Mejor Canción Dance, consiguiendo así Gomez y Zedd su primera estatuilla de esta premiación.

### Interpretaciones en vivo
A pesar de su poca promoción el tema debutó en las principales listas musicales alrededor del mundo así como listas Dance, obteniendo de este modo una buena recepción comercial. El tema sería presentado en los MTV Movie Awards del 2015; sin embargo por razones personales de la vocalista, el DJ recurrió a presentarse con la británica Ellie Goulding interpretando su sencillo Beating Heart.
El tema no fue interpretado en colaboración sino hasta finales de año, pues solo se habían presentado re-mezclas del DJ Zedd en su True Colors World Tour. Aun así fue seleccionado como el tema oficial de los Teen Choice Awards del 2015 en el cual fue galardonado como Mejor Canción Dance. Finalmente, Zedd en compañía de Selena Gomez presentaron el sencillo por primera vez en vivo en el concierto Jingle Ball organizado por iHeartRadio, el viernes 11 de diciembre de 2015 en el Madison Square Garden de la ciudad de Nueva York.

## Posicionamiento en listas

### Semanales
| País                 | Lista                      | Mejor posición |      |
| 2015                 | 2015                       | 2015           | 2015 |
| -------------------- | -------------------------- | -------------- | ---- |
| Alemania             | Top 100 Singles            | 39             |      |
| Australia            | ARIA Singles Chart         | 22             |      |
| Austria              | Ö3 Austria Top 40          | 36             |      |
| Bélgica (Flamenca)   | Ultratop 50                | 40             |      |
| Bélgica (Valonia)    | Ultratip                   | 6              |      |
| Canadá               | Canadian Hot 100           | 19             |      |
| Dinamarca            | Tracklisten Top 40         | 25             |      |
| España               | Spanish Singles Chart      | 32             |      |
| Estados Unidos       | Billboard Hot 100          | 17             |      |
| Estados Unidos       | Hot Dance Club Songs       | 9              |      |
| Estados Unidos       | Hot Dance/Electronic Songs | 1              |      |
| Estados Unidos       | Pop Songs                  | 11             |      |
| México               | Monitor Latino             | 20             |      |
| Finlandia            | Suomen virallinen lista    | 7              |      |
| Francia              | French Singles Chart       | 61             |      |
| Hungría              | Single (Track) Top 40      | 12             |      |
| Japón                | Japan Hot 100              | 13             |      |
| Noruega              | VG-lista                   | 15             |      |
| Países Bajos         | Dutch Top 40               | 30             |      |
| República Dominicana | Monitor Latino             | 17             |      |
| Reino Unido          | UK Singles Chart           | 14             |      |
| Suecia               | Singles Top 100            | 25             |      |
| Suiza                | Singles Top 75             | 50             |      |

## Certificaciones
| País           | Organismo certificador | Certificación | Ventas certificadas | Ref.   |
| -------------- | ---------------------- | ------------- | ------------------- | ------ |
| Estados Unidos | RIAA                   | Platino       | 1 000               |        |
| Australia      | ARIA                   | Oro           | 35 000              | [ 32 ] |
| Dinamarca      | IFPI - Dinamarca       | Oro           | 30 000              | [ 33 ] |
| Italia         | FIMI                   | Oro           | 25 000              | [ 34 ] |
| Suecia         | IFPI - Suecia          | Platino       | 40 000              | [ 35 ] |

## Premios y nominaciones
| Año  | Premiación                  | Categoría                 | Resultado | Ref.   |
| ---- | --------------------------- | ------------------------- | --------- | ------ |
| 2015 | Teen Choice Awards          | Mejor Canción Dance       | Ganador   | [ 36 ] |
| 2015 | Radio Disney Music Awards   | Mejor Canción Para Bailar | Ganador   | [ 37 ] |
| 2015 | Latin American Music Awards | Mejor Canción Dance       | Ganador   | [ 38 ] |